# بکتروسور
بکتروسور (نام علمی: Bactrosaurus) (به معنی سوسمار گُرزی)، یک دایناسور بزرگ اردک‌منقار و گیاهخوار مربوط به دوره کرتاسه پسین می‌باشد. این جانور ۹۰ تا ۸۰ میلیون سال پیش می‌زیسته که بیش از ۶ متر طول و ۱۵۰۰ کیلوگرم وزن داشت و استخوان ران این دایناسور حدود ۸۰ سانتی متر طول داشت. سنگوارهٔ بکتروسور در مغولستان و چین کشف شده‌است و در سال ۱۹۳۳ به وسیله گیلور نام‌گذاری شد. گونه خاص این جنس بکتروسور جانسونی نام دارد.